# Erigeron aphanactis
Erigeron aphanactis es una planta herbácea de la familia de las asteráceas. Es originaria del oeste de los Estados Unidos desde California a Colorado,  donde crece en los matorrales, y bosques abiertos. 

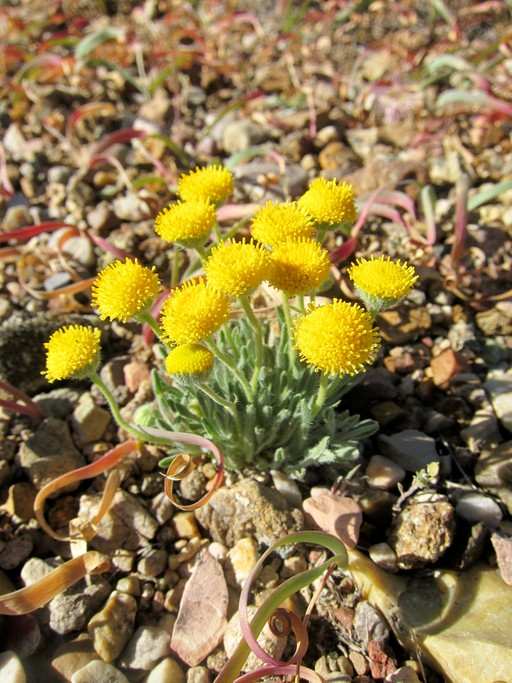
Vista de la planta en flor

## Descripción
Es una planta perenne de corta vida,  el tallo y las hojas cubiertas de pelos tiesos y  glándulas de resina. La mayoría de las hojas estrechas, son difusas cerca de la base de la planta. Los tallos erguidos tienen las inflorescencias en uno o más planos, las cabezas de las flores , que están llenas, en el disco, de florecillas amarillas y no tienen flores liguladas. Cada una es de un centímetro de ancho.

## Taxonomía
Erigeron aphanactis fue descrita por (A.Gray) Greene y publicado en Flora Franciscana 4: 389. 1897.
Etimología
Erigeron: nombre genérico que deriva de las palabras griegas: eri = "temprano" y geron =  "hombre viejo", por lo que significa "hombre viejo en la primavera", en referencia a las cabezas de semillas blancas mullidas y la floración temprana y fructificación de muchas especies.
aphanactis: epíteto que significa "como el género Aphanactis" 
Sinonimia
- Erigeron congestus Greene
- Erigeron concinnus var. aphanactis A.Gray	basónimo[3]